# 장성 두산위브더제니스
장성 두산위브더제니스(영어: Jangseong Doosan We've The Zenith)는 대한민국 경상북도 포항시 북구 장성동에 위치한 주상복합 아파트 단지이다. 지상 48층에 최고 202m, 9개 동으로 구성되어 있으며, 총 1713세대와 난방방식은 개별난방이고 현재 포항시에서 가장 높은 건물이다.
장성 두산위브더제니스는 포항의 랜드마크로 지정되어 있다. 두산위브더제니스는 대구 57층를 시작으로 해운대 80층, 울산 54층, 포항 48층, 청주 49층, 일산 59층 등 여러 주상복합이 건설되었으며 포항에서는을 수상하고 또한 일산에서 '2014 이데일리 건설산업대상'을 수상했다. 입주민을 위한 커뮤니티 센터와 유치원, 헬스장, 도서관, 골프장, 실내놀이터 등이 갖춰져 있다.

## 역사
2007년 포항에서 가장 높은 건물인 장성 두산위브더제니스를 분양하였다. 같은 해 착공하였으며, 2010년 12월에 완공 및 개장하였고 입주가 시작되었다. 두산건설의 최고급 주거 브랜드 ‘더 제니스’는 영문으로 정점, 절정을 뜻하며, 두산건설이 추구하는 최고급 주거문화를 의미한다는 제니스이 철학이 잘 표현되어 있는 주상복합이다. 또한 현재까지 포항 최고층 아파트이며 경상북도에서 가장 높은 건물이다.
2019년 내부 도색작업 완료, 지하주차장 보수작업을 완료했다. 2020년 3월~6월 사이에 외벽 도색 작업을 진행했다.

## 건물

### 구성
101동(32층), 102동(42층), 103동(40층), 104동(43층), 105동(43층), 106동(43층), 107동(48층), 108동(48층), 109(45층), 총 9개 동으로 구성되어 있고 아파트 단지의 층수가 다르다. 각동 1층에는 자전거 보관 시설과 우편함이 설치되어 있으며  로비와 각 세대마다 방마다 LG시스템에어컨및 공기순환장치가 설치되어 있다. 월패드로 엘레베이터 호출과 공지사항을 확인할 수 있다. 그리고 각 세대의 차량을 관리 사무소에 등록시 단지에 세대차량의 출입을 도어폰을 통해서 알려준다. 이같은 옵션이 기본 제공되며 평수마다 차이가 있다.
| 건물  | 층수 |
| ----- | ---- |
| 101동 | 32층 |
| 102동 | 42층 |
| 103동 | 40층 |
| 104동 | 43층 |
| 105동 | 43층 |
| 106동 | 43층 |
| 107동 | 48층 |
| 108동 | 48층 |
| 109동 | 45층 |

### 공급
34평~77평의 다양한 평수를 공급하였다. 펜트하우스는 꼭대기층에 한 집밖에 없다(+102동만제외)
| 건물           | 호수                 | 평수 | 타입 | 면적(m2) |
| -------------- | -------------------- | ---- | ---- | -------- |
| 101동(B1F~32F) | 1호 , 4호            | 35평 | B    | 116.69   |
| 101동(B1F~32F) | 2호(32층 제외) , 3호 | 34평 | A    | 114.49   |
| 101동(B1F~32F) | 2호(32층)            | 66평 |      | 219.27   |
| 102동(B2F~42F) | 1호 , 4호            | 35평 | B    | 116.69   |
| 102동(B2F~42F) | 2호(42층 제외) , 3호 | 34평 | A    | 114.49   |
| 102동(B2F~42F) | 2호(42층)            | 66평 |      | 219.27   |
| 103동(B1F~40F) | 1호 , 4호            | 35평 | B    | 116.69   |
| 103동(B1F~40F) | 2호(40층 제외) , 3호 | 34평 | A    | 114.49   |
| 103동(B1F~40F) | 2호(40층)            | 66평 |      | 219.27   |
| 104동(B2F~43F) | 1호 , 4호            | 39평 |      | 130.12   |
| 104동(B2F~43F) | 2호(43층 제외) , 3호 | 44평 |      | 146.88   |
| 104동(B2F~43F) | 2호(43층)            | 69평 |      | 228.23   |
| 105동(B1F~43F) | 1호 , 4호            | 49평 | B    | 164.98   |
| 105동(B1F~43F) | 2호(43층 제외) , 3호 | 49평 | A    | 163.89   |
| 105동(B1F~43F) | 2호(43층)            | 75평 |      | 248.58   |
| 106동(B1F~43F) | 1호 , 4호            | 49평 | B    | 164.98   |
| 106동(B1F~43F) | 2호(43층 제외) , 3호 | 49평 | A    | 163.89   |
| 106동(B1F~43F) | 2호(43층)            | 75평 |      | 248.58   |
| 107동(B1F~48F) | 1호 , 6호            | 52평 |      | 173.79   |
| 107동(B1F~48F) | 2호 , 5호            | 43평 |      | 145.06   |
| 107동(B1F~48F) | 3호(48층 제외) , 4호 | 58평 |      | 193.79   |
| 107동(B1F~48F) | 3호(48층)            | 77평 |      | 255.71   |
| 108동(B2F~48F) | 1호 , 6호            | 52평 |      | 173.79   |
| 108동(B2F~48F) | 2호 , 5호            | 43평 |      | 145.06   |
| 108동(B2F~48F) | 3호(48층 제외) , 4호 | 58평 |      | 193.79   |
| 108동(B2F~48F) | 3호(48층)            | 77평 |      | 255.71   |
| 109동(B1F~45F) | 1호 , 6호            | 52평 |      | 173.79   |
| 109동(B1F~45F) | 2호 , 5호            | 43평 |      | 145.06   |
| 109동(B1F~45F) | 3호(45층 제외) , 4호 | 58평 |      | 193.79   |
| 109동(B1F~45F) | 3호(45층)            | 77평 |      | 255.71   |

## 특징

### 입주자들의 라이프스타일
입주자들의 라이프스타일을 고려한 차별화된 설계 또한눈길을 끈다. 전용면적 95m2의 경우 독립된 공간설계를 적용해 자녀들이 큰 가족들이 선호하는 구조이다.
주부의 동선을 배려해 주방가구를 배치했고 주방 옵션과, 복도 수납장, 대형 드레스 룸 등 다양한 수납 공간도 제공된다. 커뮤니티 시설은 자녀들이 재미있게 놀 수 있는 키즈 카페 및 북카페와 함께 독서실,휴게쉼터 등의 공간과 입주민들이 운동을 할 수 있는 휘트니스 클럽, 실내 골프연습장, GX룸 등으로 구성된다.
전 가구 남향 위주로 배치되며 단지 내에 친환경 산책로가 있다 싶을 정도로 단지내 조경 등이 잘 갖추어져 있다. 외부 조경밑 단지크기는 축구장 4~5개 크기로 포항에서 조경이 가장 잘 되어 있는 아파트로 유명하다. 또한 기존 아파트들의 문제인 동간 간격을 많이 넓혀서 안정적인 단지이다.

### 조경
장성 두산위브더제니스는 단지가 10만m2(축구장 4~5개 크기)가 넘는대단지에 초고층의 장점을 살려 법정 건폐율(건물 바닥면적)이 단지의 약 15%가 안될 정도로 높은 녹지율과 쾌적함을 자랑한다.
동간거리가 넓고 주변 아파트와는 비교할 수 없는 조경면적 자연의 안에 집이 있는듯한 단지내 환경은 주변 어느 아파트와도 정말 차별화돼 있는 게 장점이다. 두산위브 더 제니스는 주변환경 또한 동쪽으로 바다의 수평선을 바라보고 서쪽으로 겹겹이 뻗어있는 산줄기를 시야에 품고 있다. 남쪽으로 포항 시내 야경을 내려다보고 있어 3면의 화폭을 담았다.

### 아파트의 내부
아파트의 내부에는 방 3개와 욕실 2개(평수마다 방 개수와 화장실 개수에 차이가 있음)가 있으며,특히 58평, 66평, 69평, 75평, 77평은 해외 고급자제밑 제품을 설치, 인테리어 되어 있어서 매우 고급스럽다. 내부에서 동쪽으로 바라보면 주변 바다와 시내가 한 눈에 보인다.

### 편의시설
모든 동에서 바로 올 수 있는 넓은 공원과 호수, 분수 시설등이 있으며  대형놀이터 4개가 있다. 특히 109동 놀이터가 제일 크며 106동 놀이터와 103동 놀이터는 약간은 물놀이 시설이 있다. 산책시설로는 단지네 전용 산책길, 운동기구, 운동시설(단지내 1층), 실내놀이터, 국립작은도서관등이 단지내에 다 있다.

### 경관조명
아파트 최상층부와 그이외 층에 경관조명을 설치하여 밤이 되면 포항의 스카이라인을 장식하고 있다. 영일대해수욕장에서도 장성 두산위브더제니스가 보이며 이것이 랜드마크라는 것을 한 눈에 인지하게 된다.

### 보안
보안은 현대보안시스템을 활용하여 로비폰 등을 사용하며 경비초소 4개가 있으며 교대 순찰을 하고 있다.
각 주출입구(정문, 후문)에서 차량 차단기를 통해서 입구민과 외부인을 분리하여 외부인은 초대받은 세대와의 통화후 출입이 가능하며 후문(106동쪽)은 입주민 전용 주출입구이다. 외부인은 정문(101동쪽)으로 따로 외부인 입구를 통하여 들어오는걸 원칙으로 한다.

### 엘리베이터
현대엘리베이터의 제품이 설치되어있으며 각 동마다 3·4대씩 있다. 또한 각 집에서 원격 호출이 가능하다. 또한 실시간으로 각 엘리베이터의 위치를 확인 할 수 있다.
| 동    | 개수 |
| ----- | ---- |
| 101동 | 3개  |
| 102동 | 3개  |
| 103동 | 3개  |
| 104동 | 3개  |
| 105동 | 3개  |
| 106동 | 3개  |
| 107동 | 4개  |
| 108동 | 4개  |
| 109동 | 4개  |

## 단지 시설
1층부터는 일반 아파트가 있고 펜트하우스에는 테라스가 있으며, 최고층은 48층이고 최저층은 32층이다. 지하주차장은 세대당 주차대수는 2.2대이다. 상가전용 주차장은 상가 지하 1층과 지상 주차장에 있다. 그 밖에 주민복지시설과 상업시설이 있다.

### 아파트
| 층수                                                                                    | 용도                                                            |
| --------------------------------------------------------------------------------------- | --------------------------------------------------------------- |
| 48층(107동, 108동), 45층(109동), 43층(104동~106동) 42층(102동), 40층(103동), 32층(10동) | 펜트하우스                                                      |
| 32층 ~ 47층                                                                             | 아파트 (101동 ~ 109동)                                          |
| 1층 ~ 32층                                                                              | 아파트 (101동 ~ 109동)                                          |
| 1층                                                                                     | 로비, 자전거 보관소, 우편함, 옥외정원, 유치원, 스크린 골프장 등 |
| 지하 1층 (101동 ~ 104동) 블루존                                                         | 지하주차장                                                      |
| 지하 1층 (102동 ~ 105동) + (108동) 핑크존                                               | 지하주차장                                                      |
| 지하 2층 (105동 ~ 109동) 그린, 오렌지존                                                 | 지하주차장                                                      |

### 상가 (제니스 스퀘어)
| 층수     | 용도                                                                                            |
| -------- | ----------------------------------------------------------------------------------------------- |
| 3층      | 사무실                                                                                          |
| 2층      | 학원(컴퓨터 및 수학, 영어 등), 사무실                                                           |
| 1층      | 마트(제니스 마트), 편의점(GS25), 치킨집, 세탁소, 호프집, 부동산, 옷가게, 인테리어업소, 사무실등 |
| 지상 1층 | 제니스 스퀘어 전용 지상 주차장                                                                  |
| 지하 1층 | 창고 및 제니스 스퀘어 전용 지하주차장                                                           |

## 대피시설
화재시 배란다의 경량 칸막이를 주먹이나 망치로 때려 옆 세대로 대피가 가능하다. 단 펜트하우스인 경우는 테라스로 대피한다. 1층으로 대피가 불가능한 경우 각 동마다 있는 대피층(피난안전구역) 혹은 옥상으로 대피할 수 있다.
| 동    | 대피층   | 최상층 |
| ----- | -------- | ------ |
| 101동 | 26층     | 32층   |
| 102동 | 34층     | 42층   |
| 103동 | 32, 36층 | 40층   |
| 104동 | 37층     | 43층   |
| 105동 | 37층     | 43층   |
| 106동 | 36층     | 43층   |
| 107동 | 없음     | 48층   |
| 108동 | 43층     | 48층   |
| 109동 | 41층     | 45층   |

## 사건 및 사고
- 2015년 -  105동에서 전기배선 화재가 발생했다.[3]

## 단지 외부 사진

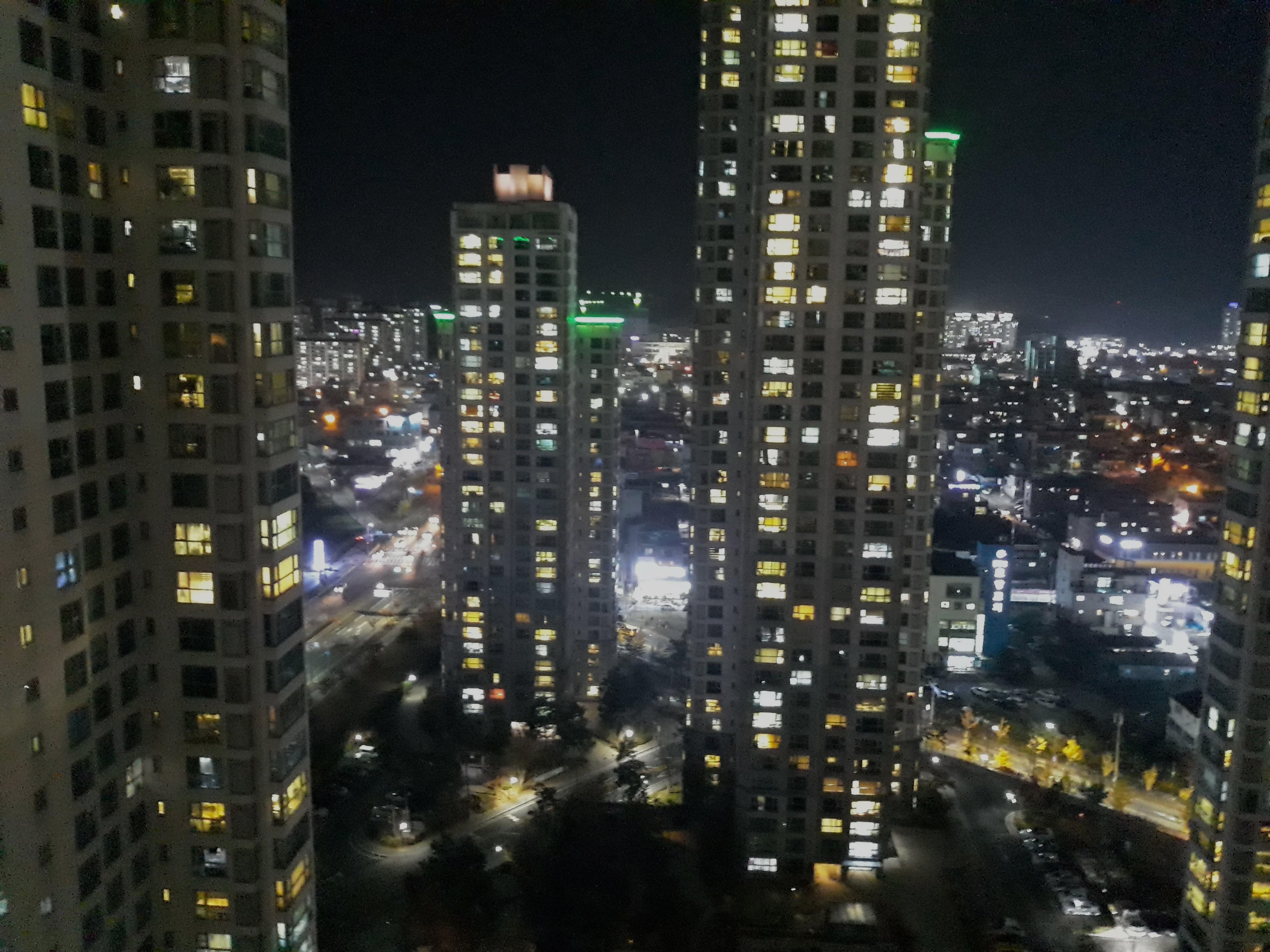
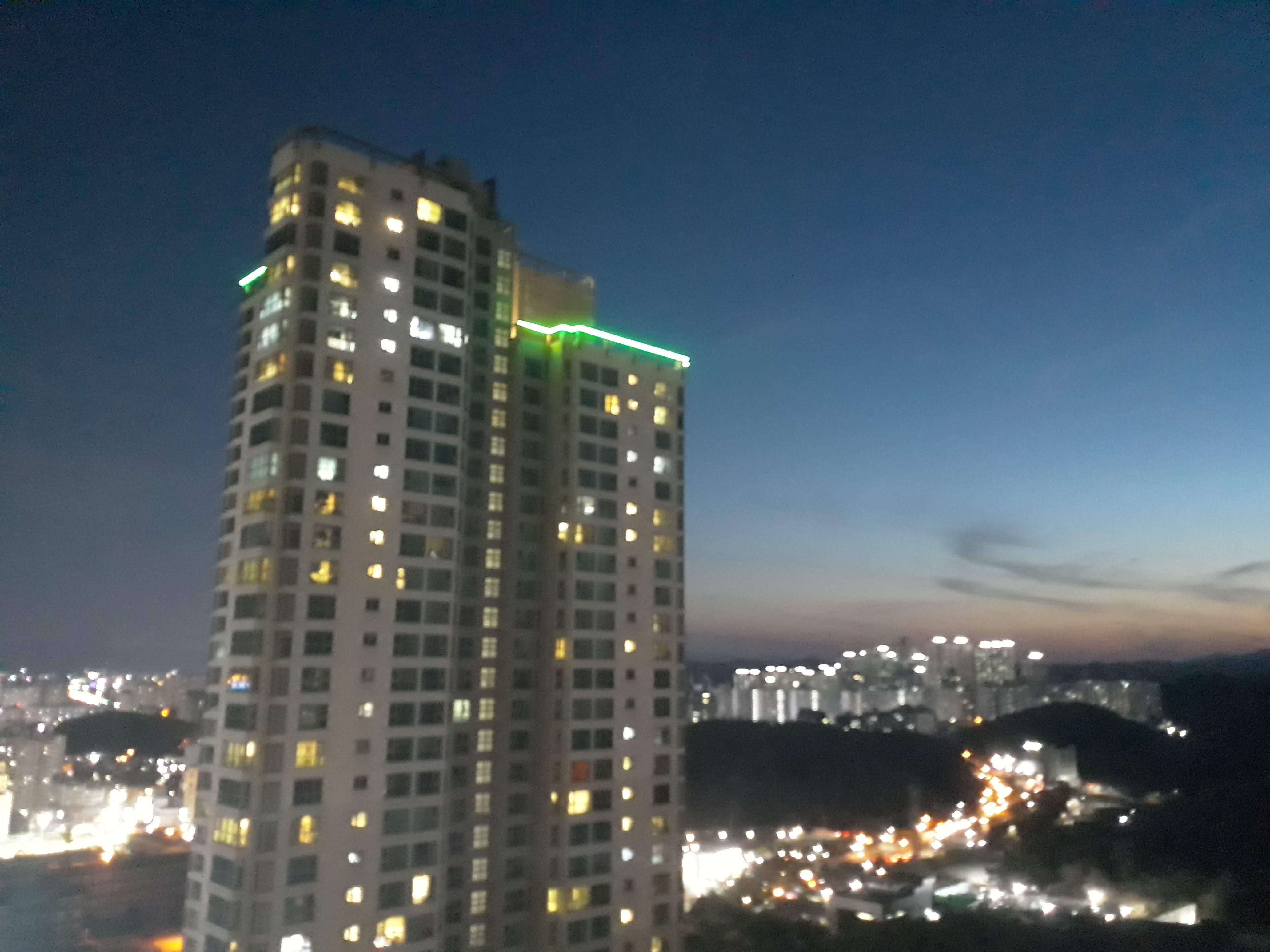
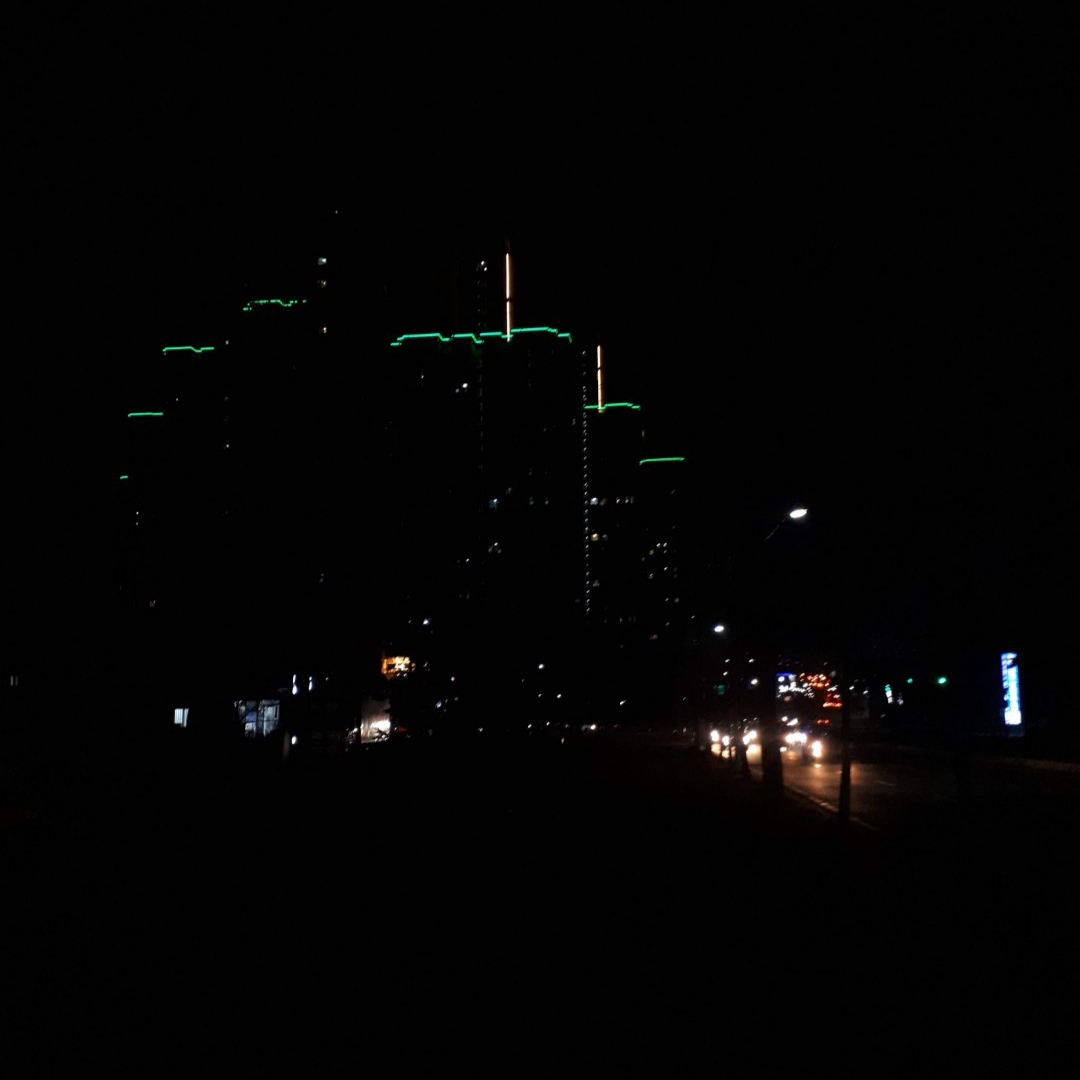
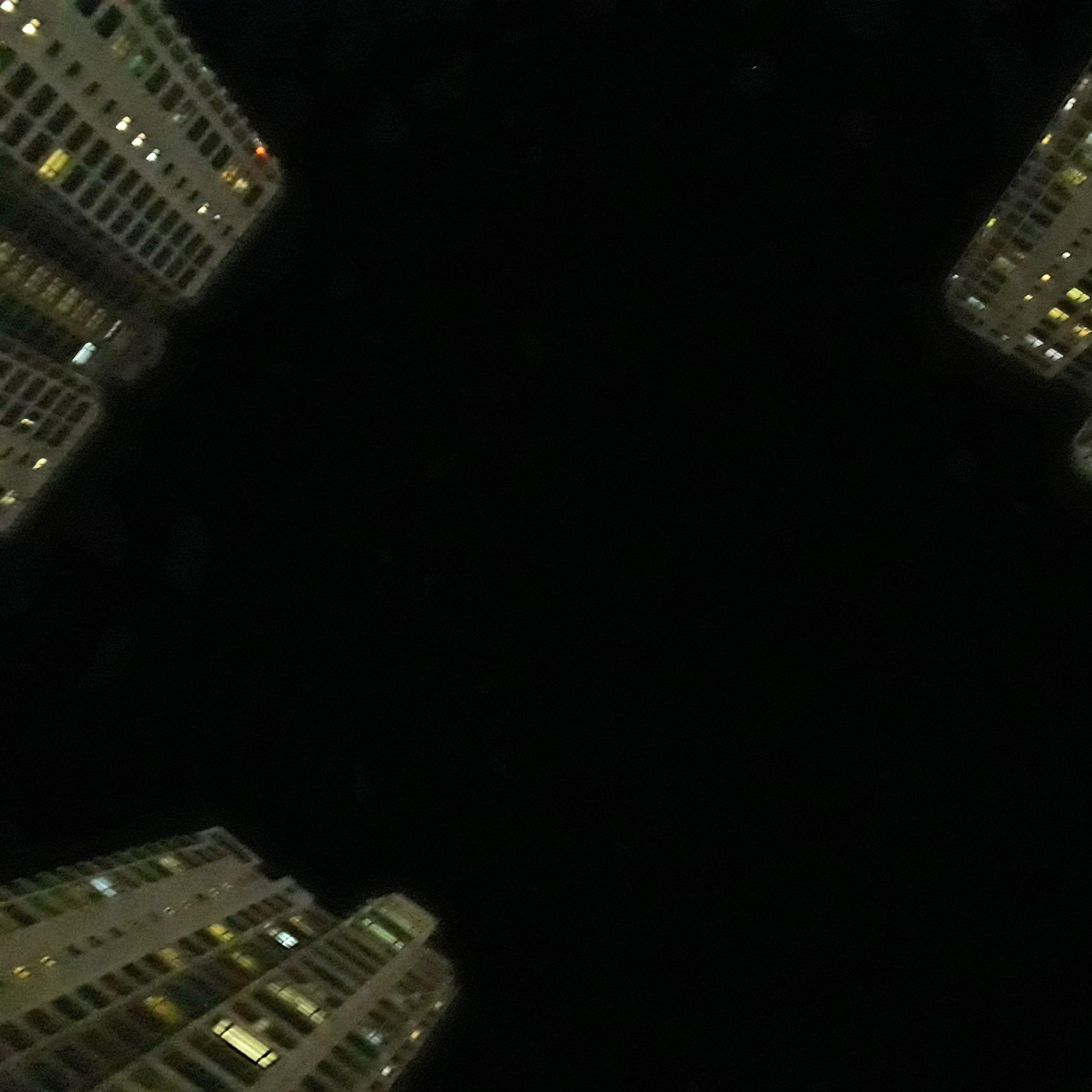
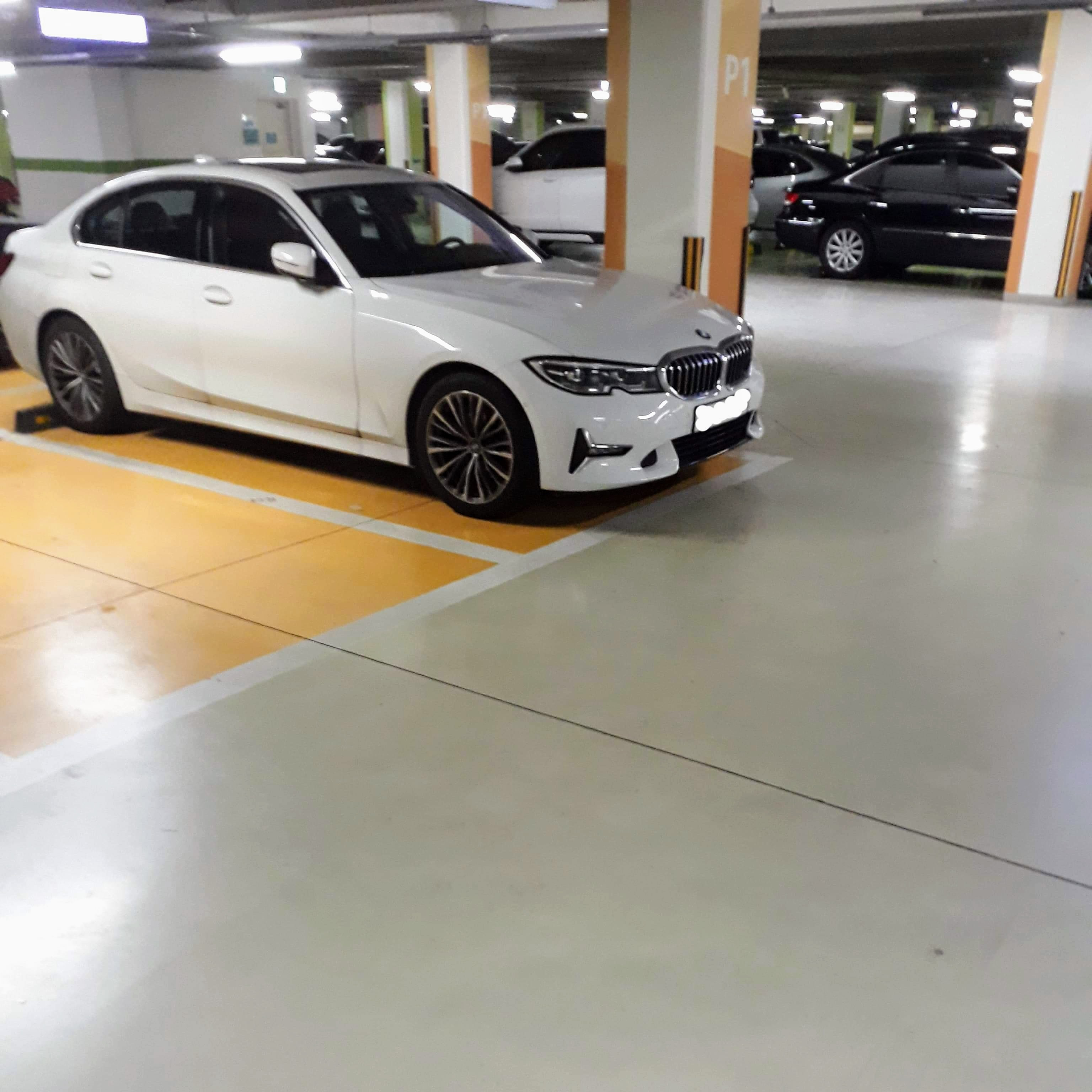

## 주위 학군
- 초등학교: 장성초등학교, 장량초등학교, 장원초등학교, 장흥초등학교, 송곡초등학교
- 중학교: 대도중학교, 환호여중학교, 장흥중학교
- 고등학교: 장성고등학교, 두호고등학교
- 대학교: 한동대학교, 포항 대학교

## 교통 및 주변 편의 시설
교통편은 대구-포항 간 고속도로와 철강공단-건천IC 간 산업도로가 개통돼 있어 자가운전자들이 편리할 것으로 예상되며, 2015년 KTX가 개통되면서 서울까지 1시간 50분만에 서울까지 왕래가 가능하고 울산 복선전철,포항-삼척 동해 중부선과 영일만 신항 배후도로도 개설되었다. 2016년 울산-포항 간 고속도로가 개통되면서 울산까지 1시간만에 울산까지 왕래가 가능하며 부산까지 1시간 30분만에 왕래가 가능하다. 또한 영덕-포항간 고속도로가 건설중이다.
포항 시내를 간통하는 도속도로및 대교가 개획단계이다. 교통의 요지로 발돋움하며 많은 인구유입과 많은 개발호재들이 많아 최근에는 서울,부산,울산 타 지역에서 투자처로도 각광을 받고 있다. 북구청과 북구경찰서 등 관공서와 선린종합병원 및 롯데백화점, 아이스링크장, 수영장, 체육관등 생활편의 시설이 가까운 거리에 있다. 주변 1km 반경에 초,중,고교가 인접해 있어 교육 및 생활여건에서도 좋은 환경을 제시하고 있다.

## 같이 보기
- 대한민국의 마천루 목록
- 경상북도의 마천루 목록
- 포항시의 마천루 목록
- 해운대 두산위브더제니스
- 일산 두산위브더제니스
- 대구 두산위브더제니스
- 울산 두산위브더제니스
- 두산위브더제니스